# Попов, Алексей Павлович
Алексей Павлович Попов (1914—1993) — советский военный лётчик. Участник Великой Отечественной войны. Герой Советского Союза (1945). Полковник.

## Биография
Алексей Павлович Попов родился 17 марта (4 марта — по старому стилю) 1914 года в губернском городе Воронеже Российской империи (ныне город, областной центр Российской Федерации) в семье рабочего. Русский. Образование среднее. До призыва на военную службу работал в Воронежском горпромторге.
В ряды Рабоче-крестьянской Красной Армии А. П. Попов был призван Воронежским городским военкоматом в июле 1941 года. Окончил военную авиационную школу пилотов в 1942 году. В действующей армии младший лейтенант А. П. Попов с августа 1942 года на Закавказском и Северо-Кавказском фронтах. Воевал на штурмовике Ил-2. 1 октября 1943 года Алексея Павловича направили в 43-й гвардейский штурмовой авиационный полк 230-й штурмовой авиационной дивизии 4-й воздушной армии Северо-Кавказского фронта. В боевой работе полка младший лейтенант А. П. Попов с декабря 1943 года. Действуя в интересах Отдельной Приморской армии, Алексей Павлович участвовал в Керченско-Эльтигенской десантной операции и Крымской наступательной операции, совершив более 30 боевых вылетов на штурмовку войск противника и его военной инфраструктуры в районах Керчи, Семи Колодезей, Багерово, Севастополя. 17 декабря 1943 года при штурмовке немецких артиллерийских позиций на Булганакских грязевых сопках самолёт младшего лейтенанта А. П. Попова был подбит зенитным огнём, однако Алексей Павлович продолжил вести бой, сумев на неисправном самолёте подавить зенитную точку и нанести бомбовый удар по артиллерийской батарее на высоте 88,5. 22 декабря 1944 года при налёте на станцию Багерово группа штурмовиков была встречена плотным зенитным огнём. Младший лейтенант Попов, снизившись до бреющего полёта, огнём из пушек подавил зенитные точки противника, дав возможность группе произвести штурмовку железнодорожного узла. При этом Алексей Павлович бомбовым ударом зажёг два железнодорожных вагона. В период советского наступления на Керченском полуострове лётчики 43-го гвардейского авиационного полка работали особенно интенсивно, совершая по 2-3 вылета в день. Так 11 апреля 1944 года старший лётчик А. П. Попов сделал 3 вылета на штурмовку железнодорожный узлов Ойсул и Семь Колодезей. Во время боёв за город Севастополь Алексей Павлович участвовал в штурмовках немецких позиций на Мекензиевых горах.
После освобождения Крыма от немецко-фашистских захватчиков 4-я воздушная армия была переброшена на 2-й Белорусский фронт. Во время Белорусской стратегической операции А. С. Попов, совершая по несколько боевых вылетов в день на штурмовку войск противника, участвовал в боях за города Могилёв, Минск, Волковыск, Белосток, Ломжу. Уже в первый день наступления младший лейтенант Попов в районе города Чаусы произвёл штурмовку вражеской колонны, уничтожив 5 автомашин, 4 подводы с грузами и до 15 солдат и офицеров, за что был отмечен благодарностью командующего 4-й воздушной армией. При штурмовке позиций противника в районе населённого пункта Маковляны самолёт Алексея Павловича был повреждён, но он не вышел из строя, и вместе с группой совершил два захода на цель, уничтожив при этом одно артиллерийское орудие вместе с расчётом. В ходе операции Алексей Павлович был произведён в лейтенанты и был назначен командиром звена. 4 августа 1944 года он трижды водил группу Ил-2 на штурмовку скопления танков и артиллерии в районе села Полонка. Осенью 1944 года 43-й гвардейский штурмовой авиационный полк вёл бои в восточной Польше. 13 сентября 1944 года гвардии лейтенант А. С. Попов водил группу штурмовиков на уничтожение артиллерийских позиций противника в районе Новогруда. На подходе к цели по самолётам открыли огонь не менее 4-х зенитных батарей. Совершив противозенитный манёвр, Алексей Павлович реактивными снарядами подавил одну зенитную батарею, а вторым заходом бомбовым ударом накрыл батарею полевой артиллерии.
Всего к ноябрю 1944 года А. П. Попов совершил 112 успешных боевых вылетов. В ходе штурмовок он уничтожил и повредил 8 танков, 98 автомашин с войсками и грузами, 16 орудий полевой артиллерии, 6 миномётов, 36 подвод с военным имуществом, 9 зенитных точек, 1 склад с боеприпасами, 2 автоцистерны, 1 переправу, 1 ДОТ, 5 железнодорожных вагонов и до 300 солдат и офицеров противника. За образцовое выполнение боевых заданий командования на фронте борьбы с немецкими захватчиками и проявленные при этом отвагу и геройство гвардии лейтенанту Попову Алексею Павловичу указом Президиума Верховного Совета СССР от 23 февраля 1945 года было присвоено звание Героя Советского Союза.
В январе — апреле 1945 года А. П. Попов в составе своего подразделения участвовал в Восточно-Прусской и Восточно-Померанской операциях, совершив 30 боевых вылетов, в ходе которых он уничтожил 2 немецких танка, 11 автомашин с войсками и грузами, 6 артиллерийских орудий, 4 зенитные точки, 1 склад и 7 подвод с боеприпасами, 4 блиндажа, 2 катера, 5 зданий, превращённых немцами в опорные пункты своей обороны и до 85 солдат и офицеров. 23 марта 1945 года группе Попова была поставлена задача обнаружить в лесном массиве у населённого пункта Клайн Катп крупную базу немцев, с которой осуществлялось снабжение войск боеприпасами и топливом. Цель была хорошо замаскирована, и разглядеть её с воздуха никак не удавалось. Тогда гвардии лейтенант Попов начал производить штурмовку вслепую, чем спровоцировал ответный огонь немецкой зенитной артиллерии. Цель была обнаружена, и остальная группа штурмовиков нанесла удар по базе противника. В результате штурмовки было зафиксировано 4 мощных взрыва. В последние дни войны А. П. Попов участвовал в Берлинской операции. Всего за время участия в боевых действиях он совершил 168 боевых вылетов.
После войны А. П. Попов продолжил службу в Военно-воздушных силах СССР. В 1949 году он окончил Высшие лётно-тактические курсы усовершенствования офицерского состава. В запас подполковник А. П. Попов уволился в 1957 году. Позднее ему было присвоено звание полковника запаса. Жил Алексей Павлович в городе Воронеже. До выхода на пенсию работал в системе городской торговли. 17 марта 1993 года Алексей Павлович скончался. Похоронен на Коминтерновском кладбище города Воронежа.

## Награды
- Медаль «Золотая Звезда» (23.02.1945);
- орден Ленина (23.02.1945);
- два ордена Красного Знамени (02.07.1944; 05.11.1944);
- орден Александра Невского (30.04.1945);
- орден Отечественной войны 1-й степени (06.04.1985);
- орден Отечественной войны 2-й степени (13.08.1944);
- два ордена Красной Звезды (30.01.1944; 1957);
- медали.

## Память
- Мемориальная доска в честь Героя Советского Союза А. П. Попова установлена в Воронеже по адресу: ул. Войкова, д. 8[3].

## Документы
- Общедоступный электронный банк документов «Подвиг Народа в Великой Отечественной войне 1941—1945 гг.» Дата обращения: 8 ноября 2012. Архивировано из оригинала 13 марта 2012 года.

Представление к званию Героя Советского Союза и указ ПВС СССР о присвоении звания. Дата обращения: 8 ноября 2012. Архивировано 13 января 2013 года.
Орден Красного Знамени (наградной лист и приказ о награждении от 20.07.1944). Дата обращения: 8 ноября 2012. Архивировано 13 января 2013 года.
Орден Красного Знамени (наградной лист и приказ о награждении от 05.11.1944). Дата обращения: 8 ноября 2012. Архивировано 13 января 2013 года.
Орден Александра Невского (наградной лист и приказ о награждении). Дата обращения: 8 ноября 2012. Архивировано 13 января 2013 года.
Орден Отечественной войны 1-й степени (информация из карточки награждённого к 40-летию Победы). Дата обращения: 8 ноября 2012. Архивировано 13 января 2013 года.
Орден Красной Звезды (наградной лист и приказ о награждении). Дата обращения: 8 ноября 2012. Архивировано 13 января 2013 года.